# Бърля
Бърля е село в Западна България. То се намира в община Годеч, Софийска област.

## География
Бърля е разположено в планинска котловина, известна като Висок, на 19 km от общинския център Годеч и на 69 km от столицата София. До 1920 г. Горни Висок се е намирал в България, след което в България остават, освен Бърля, още три височки села – Комщица, Смолча и Губеш.

## История
В съкратен регистър на Пиротския кадилък от 1530 година Бърле е отбелязано като село с 38 домакинства, 4 неженени и 4 вдовици.
В регистър от средата на XVI век се споменава, че село Барле има 21 домакинства, трима неженени жители и три вдовици, а приходът от него възлиза на 2067 акчета. В джелепкешански регистър от 1576 година селото е вписано като Берла, с двама джелепкешани - Джуре Степан с 40 овци и Петре Лалин с 30 овци. В регистър на войнушките бащини от 1606 година се споменават три бащини от Бърле – на Торне Петко, на Лале, син на Петко и една празна..
През 1929 г. в Бърля е основана земеделска кооперация „Висок“. Към 1935 г. тя има 24 члена.
През 1985 г. селото има 101 жители.

## Религии
Населението е християнско.

## Културни и природни забележителности
В селото има 4 оброка:
- Оброк на Св. Спас – намира се в махала Гърговци. Оброкът е с равни трапецовидни рамене, а украсата е изпъкнал кръст тип „детелина“.
- Вторият оброк се намира в центъра на селото, подпрян до ограда с камък, в двора на изоставена къща.
- Оброк на Св. Троица – намира се на 250 m западно от центъра на селото, в местността Тънка бара. На оброка се служи на празниците Вси Светии и Св. Дух.
- Оброк на св. Никола Летни. Намира се на 300 m от центъра на селото, в местността Попова падина.

## Туризъм
От село Бърля започва най-западният от южните маршрути за изкачване на връх Ком. До върха се стига по изключително живописна панорамна пътека за около 4,5 – 5 часа.
Селото не е известно като туристическа дестинация, въпреки това мястото е подходящо за отдих както през топлите месеци на годината, така и през зимата.

## Други
В село Бърля е роден доц. д-р Живко Живков, изтъкнат наш учен в областта на мелиорациите.